# Диксон, Стивен (хоккеист)
Стивен Диксон (англ. Stephen Dixon; 7 сентября 1985, Галифакс, Новая Шотландия, Канада) — канадский хоккеист, центральный нападающий британского клуба «Кардифф Девилз».

## Карьера
В 2001 году в возрасте 16-ти лет дебютировал в Главной юниорской хоккейной лиге Квебека (англ. QMJHL) в составе клуба Кейп-Бретон Скриминг Иглз. В 2003 году выбран в 7-м раунде под общим 229-м номером клубом «Питтсбург Пингвинз». За «орлов» в QMJHL провёл 4 сезона, стал участником 261 игр, в которых набрал 233 (87+146) очка и 157 штрафных минут. С Лулео выиграл Лигу чемпионов.

## Статистика
Последнее обновление -

### Клубная карьера
|       |         |      | Регулярный сезон | Регулярный сезон | Регулярный сезон | Регулярный сезон | Регулярный сезон | Регулярный сезон | Плей-офф | Плей-офф | Плей-офф | Плей-офф | Плей-офф | Плей-офф |
| Сезон | Команда | Лига | Игр              | Г                | П                | Очк              | +/-              | Штр              | Игр      | Г        | П        | Очк      | +/-      | Штр      |
| ----- | ------- | ---- | ---------------- | ---------------- | ---------------- | ---------------- | ---------------- | ---------------- | -------- | -------- | -------- | -------- | -------- | -------- |